# Cataglyphis bombycina
Kiến bạc Sahara (Danh pháp khoa học: Cataglyphis bombycina) là một loài kiến trong họ Formicidae sống ở sa mạc Sahara. Chúng là một động vật sa mạc, cái nắng, cái nóng thiêu như đốt ở sa mạc không ảnh hướng tới chúng do chúng có cấu tạo đặc biệt.

## Đặc điểm
Loài kiến này sở hữu bộ lông bóng bẩy có thể gây ra sự phản xạ nội toàn ánh sáng như một lăng kính. Các sợi lông trên lưng của kiến bạc Sahara chịu trách nhiệm về màu sắc của chúng, màu sắc đó là lấp lánh bạc. Ngoài những sợi lông bạc, loài kiến này còn có những đôi chân dài hơn nhiều so với những loài kiến khác. Những chi dài giữ cho cơ thể của kiến tránh chạm vào bề mặt nóng. Chúng cũng cho phép những con kiến chạy thật nhanh vào những nơi mát mẻ sau khi tìm con mồi.
Những con kiến có thể phản xạ ánh sáng gấp 10 lần, và có thể giữ cơ thể mát hơn đến 2oC dưới ánh sáng, mỗi sợi lông của kiến có bề mặt gợn sóng và một tam giác cắt ngang, các sợi lông ở lớp sau đó có thể phản xạ ánh sáng, các tia chiếu vào từng sợi đều chịu sự phản xạ nội toàn, bật khỏi những sợi lông cuối cùng thay vì truyền qua nó. Hiệu ứng gương cho phép loài kiến này làm bóng màu bạc của nó, giúp ích cho việc ngụy trang, hỗ trợ trong thông tin liên lạc và làm giảm sự hấp thụ nhiệt từ ánh sáng, giúp chúng khỏi bị thiêu đốt.

## Tập tính
Trong khi nhiều loài côn trùng và động vật ở sa mạc Sahara phải ra ngoài kiếm ăn vào ban đêm để tránh ánh nắng Mặt trời thì kiến bạc Sahara lại đi được vào ban ngày. Những con kiến ra khỏi tổ vào khoảng thời gian nóng nhất trong ngày, khi nhiệt độ vượt quá 50oC, nhặt nhạnh những xác chết của những động vật chết vì nóng. Bằng cách giới hạn các hoạt động tìm kiếm thức ăn vào khoảng thời gian nóng nhất trong ngày, những con kiến giảm thiểu khả năng bị bắt gặp bởi các loài ăn thịt khác. 